# Luehea
Luehea (лат.) — род деревьев и кустарников подсемейства Grewioideae семейства Мальвовые (Malvaceae). Включает около 20 видов, произрастающих в тропиках и субтропиках Центральной и Южной Америки.

## Этимология
Название рода Luehea дано в честь Карла Эмиля фон дер Люэ или Люэ (Carl Emil von der Luehe; 1751—1801), немецкого ботаника и камергера принцессы Каролины Матильды Датской; позже камергера в Вене, Австрия. Род был впервые описан и опубликован Карлом Людвигом Вильденовым в 1801 году.

## Распространение
Естественный ареал этого рода простирается от Мексики до тропической Южной Америки и Кубы. Виды этого рода произрастают в странах: Аргентина, Белиз, Боливия, Бразилия, Колумбия, Коста-Рика, Куба, Эквадор, Сальвадор, Французская Гвиана, Гватемала, Гайана, Гондурас, Мексика, Никарагуа, Панама, Парагвай, Перу, Суринам, Уругвай и Венесуэла. Он был интродуцирован в Бангладеш, Доминиканскую Республику и Пуэрто-Рико.

## Виды
В род Luehea входят следующие виды:
- Luehea burretii M.C.S.Cunha
- Luehea candicans Mart.
- Luehea candida (Moc. & Sessé ex DC.) Mart.
- Luehea conwentzii K.Schum.
- Luehea cymulosa Spruce ex Benth.
- Luehea divaricata Mart.
- Luehea fiebrigii Burret
- Luehea grandiflora Mart.
- Luehea herzogiana R.E.Fr.
- Luehea macrophylla Pohl
- Luehea microcarpa R.E.Fr.
- Luehea ochrophylla Mart.
- Luehea paniculata Mart.
- Luehea rufescens A.St.-Hil.
- Luehea seemannii Triana & Planch.
- Luehea speciosa Willd.
- Luehea splendens Rusby
- Luehea steinbachii Burret
- Luehea tomentella Rusby